# Wechma
Wechma (وشمة) es una película marroquí dirigida por Hamid Bénani, estrenada en 1970.

## Sinopsis
Una rebelión interna del joven Messaoud, oprimido tanto por sus antecedentes familiares como por una sociedad esclerótica. Se embarcará progresivamente en el camino de la delincuencia que lo llevará a un final trágico.

## Premios
- Festival de cine de Cartago 1970
- Damascus 1970
- Mannheim 1970
- Hyères 1970